# Muzea St Albans
Muzea St Albans (ang. St Albans Museums) – zespół muzealny w mieście St Albans w hrabstwie Hertfordshire w Anglii, obejmujący Verulamium Museum, Museum of St Albans (Muzeum miasta St Albans), Clock Tower (wieżę zegarową), Old Town Hall (stary ratusz) oraz jednostkę archeologiczną, włączając w to prowadzone przez nią wykopaliska archeologiczne.
Muzea St Albans są własnością i są zarządzane przez Radę Miasta i Dystryktu St Albans (ang. Council of City and District of St Albans).

## Zbiory
Zbiory muzeów obejmują ekspozycję archeologiczną związaną z historią celtyckiej osady Verlamion i rzymskiego Verulamium, historią miasta St Albans i regionu. W zbiorach muszeum znajdują się także eksponaty związane z historią naturalną oraz kolekcja audio sięgająca nagrań z początków XX wieku.